# 열녀 나주나씨 정려
열녀 남양홍씨 정려(烈女 南陽洪氏 旌閭)는 세종특별자치시 전동면 보덕리에 있는 정려이다. 2001년 5월 31일 연기군의 향토유적 제32호로 지정되었다가, 행정구역 개편에 따라 2014년 9월 30일 세종특별자치시의 향토문화유산 제30호로 지정되었다.

## 개요
열녀 나주나씨 정려(烈女 羅州羅氏 旌閭)는 조선시대 열녀 나주나씨의 효행(孝行)과 열행(烈行)을 세상에 널리 알려 칭찬하고 기억하기 위해 나라에서 하사한 명정(銘旌)을 현판(懸板)으로 걸어놓은 정문(旌門)이다.
나주나씨는 강릉김씨(江陵金氏) 집안의 김진창(金震敞)과 혼인하여 시부모를 모시고 큰 근심 없이 살던 중 남편이 병에 걸린다. 13년간 지극정성으로 간호하였으나 결국 죽었고 그 슬픔에 매일 눈물만 흘리며 지내다가 살아있는 시부모와 어린자식들을 생각하여 마음을 다잡고 자신의 머리카락까지 잘라 팔며 집안을 꾸려나갔다. 이후 시부모가 죽자 3년간 묘 옆에 움막을 짓고 살면서 곁을 지키는 시묘(侍墓)를 마치고 스스로 목숨을 끓었다.
나주나씨의 효열(孝烈)에 대해 지역의 유림(儒林)들이 글을 올려 1676년(숙종 2)에 명정을 받았고 1706년(숙종 32)에 정문을 세우게 되었으며, 내부에는 나주나씨의 현판이 걸려있다.

## 현지 안내문
열녀 나씨는 본래 온순하여 효성이 지극하기로 이름이 났다. 그녀는 부부금슬이 남달리 좋았으며 시부모를 봉양하며 걱정없이 살았다. 그러나 불행하게도 남편이 득병하여 수년간 병고 끝에 백약이 무효인지라 부인의 정성도 아랑곳없이 죽고 말았다. 부인은 밤낮으로 눈물로 세월을 보냈으나 죽은 사람보다 산사람을 생각하여 시부모와 어린 자식을 지극정성으로 봉양하고 키워가며 시부모의 사랑을 받았다. 세월은 유수와 같아서 시부모가 노환으로 돌아가시자 3년상을 고이 모시고 탈상후 시부모 뒤를 따라 죽으니 동리 사람들이 효성이 지극하다 하여 나라에 상소하여 1676년에 명정하여 정문을 건립해 후세의 본보기로 삼았다.

## 참고 문헌
- 나주나씨 정려 - 세종특별자치시 전동면 문화재